# 清水港駅
清水港駅（しみずみなとえき）は、静岡県清水市（現静岡市清水区）新港町にあった日本国有鉄道（国鉄）清水港線の貨物駅（廃駅）である。電報略号は、ナト。

## 概要
名前の通り、清水港に隣接した臨海駅であった。駅東側の、豊年製油静岡工場（現・J-オイルミルズ静岡事業所）への専用線があり、有蓋車による貨物輸送を行っていた。また、貨車と船の間で直接材木の積み下ろしができる「テルファークレーン（テルハ）」があり、この駅のシンボル的な存在となっていた。
開業以来貨物駅であったが、本線の海側に1面のホームがあった。

## 歴史
- 1916年（大正5年）7月10日：東海道本線貨物支線の貨物駅として開業[1]。
- 1928年（昭和3年）5月29日：貨物テルハ設置[2]。
- 1942年（昭和17年）4月1日：小荷物の取扱を開始[1]。
- 1944年（昭和19年）12月1日：清水港線に所属線を変更。
- 1954年（昭和29年）9月1日：小荷物の取扱を廃止（貨物駅に戻る）[1]。
- 1984年（昭和59年）4月1日：清水港線廃線に伴い廃止[1]。

## 駅跡地
現在では跡地の国道149号側は総合商業センターエスパルスドリームプラザとなっている。海側は清水マリンパークとして整備され、この海側敷地内に保存されたテルファークレーンは2000年（平成12年）に国の登録有形文化財に登録された。

## 隣の駅
日本国有鉄道
清水港線
清水駅 - （貨）清水港駅 - 清水埠頭駅